# Токарев, Сергей Иванович
Сергей Иванович Токарев (род. 10 июня 1985, Томск, СССР) — российский профессиональный баскетболист, играющий на позиции разыгрывающего защитника. Выступает за баскетбольный клуб «Университет-Югра».

## Карьера
Воспитанник томского баскетбола. Занимался в СДЮШОР №6 имени В.И. Расторгуева. В 2008 году в составе команды ТГАСУ стал победителем турнира Ассоциации студенческого баскетбола.
С 2002 по 2008 год выступал за томский «Универсал».
С 2008 по 2011 год провёл «Иркуте».
В сезоне 2011/2012 был игроком «Темп-СУМЗ».
С 2012 года играет в «Новосибирске». В составе команды стал чемпионом Суперлиги, а также двукратным обладателем Кубка России. По итогам победных «Финалов четырёх» Токарев был признан «Самым ценным игроком».
По окончании сезона 2016/2017 Токарев вошёл в символическую пятёрку Суперлиги-1 дивизион.
Перед началом сезона 2017/2018 Токарев был выбран капитаном «Новосибирска».
В мае 2019 года Токарев перешёл в «Буревестник». В составе ярославского клуба Сергей набирал 6,8 очка, 4,5 передач и 2,9 подбора.
В июле 2020 года Токарев вернулся в «Новосибирск».

## Сборная России
В августе 2015 года Токарев был вызван в расположение сборной России, которая проводила подготовку Чемпионату Европы, но в окончательную заявку Сергей не попал.

## Награды
Согласно приказу Министерства спорта РФ №140-нг от 30 сентября 2015 года, за победу в Кубке России, Токареву присвоено спортивное звание «Мастер спорта России».

## Образование
В 2008 году окончил Томский государственный архитектурно-строительный университет по специальности «Водоснабжение и водоотведение».

## Достижения
- Чемпион Суперлиги: 2014/2015
- Обладатель Кубка России (2): 2014/2015, 2016/2017
- Бронзовый призёр Кубка России (2): 2017/2018, 2018/2019